# Неофит Видински
Неофит е висш духовник, видински митрополит на Българската православна църква от 1914 до 1971 година. Митрополит Неофит е виден благотворител и Българската православна църква го определя като „великан на българската духовност, държавност и олицетворение на патриотизъм и несломим дух“.

## Биография

### Ранни години
Роден е в ескизаарското село Кум Дуванджии със светското име Никола Митев Караабов. Рождената му дата е неясна – различни източници сочат 29 юни 1868 г., 17 юли 1868 г., 20 октомври 1868 г. Според Българската патриаршия нови данни сочат, че той е роден в 1865 година. Първоначално образование получава в родното си село, а след това учи в третокласното училище в село Обруклии. След като завършва втори клас, през 1884 г. е назначен за писар на селската община, като същевременно е и певец при местната църква.
На 12 януари 1889 година е ръкоположен в дяконски чин, а на следващия ден и за свещеник. Назначен е за енорийски свещеник на търновосейменските села Гючерлии и Пиринчлии. В 1889 или 1890 година съпругата му Желязка почива при раждане. С помощта на управляващия Старозагорската епархия архимандрит Максим от януари 1892 година свещеник Никола Караабов учи в Цариградската българска духовна семинария. По-късно се мести в Самоковското богословско училище и през 1896 г. завършва Санктпетербургската духовна семинария. От същата година учи в Санктпетербургската духовна академия, която завършва в 1900 година.
Завръща се в България и от юли 1900 година до края на юли 1902 година е протосингел на Сливенската епархия. От август 1902 г. до май 1905 г. е протосингел на Видинската митрополия. На 15 февруари 1905 г. се замонашва под името Неофит, а на 28 март същата година по решение на Светия синод на Екзархията е възведен в архимандритско достойнство. На 1 май 1905 година архимандрит Неофит е назначен за протосингел на Синода, а на 1 август 1906 г. – за ректор на Софийската духовна семинария. Заема поста до юли 1912 г.

### Велички епископ
На 21 юни 1909 г. по решение на Светия синод в църквата на семинарията „Свети Йоан Рилски“ архимандрит Неофит е хиротонисан в епископски сан с титлата Велички от митрополитите Василий Доростолски и Червенски, Симеон Варненски и Преславски, Партений Софийски и Антим Търновски. През юли 1912 година екзарх Йосиф I Български го назначава за духовен инспектор при Екзархията в османската столица. Епископ Неофит Велички има за задача да обиколи епархиите в империята, които нямат канонични архиереи и да прецени състоянието на населението. През декември 1912 година е назначен за управляващ на окупираната от сръбски части Велешка епархия.
През ноември 1913 година заедно с екзарха напуска Цариград и се установява в София, където е епископ на разположение на Светия синод и поема редакцията на „Църковен вестник“.

### Видински митрополит
На 12 октомври 1914 година е избран, а на 26 октомври 1914 година е канонически утвърден за митрополит на Видинската епархия. В 1921 година става член на Синода и остава такъв до смъртта си. От 4 май 1930 г. до 15 октомври 1944 година е наместник-председател на Синода. Митрополит Неофит председателства Църковно-народния събор в 1922 и 1923 година. Като епархийски архиерей Неофит се показва като внимателен към всички пастир. Автор е на много сборници с проповеди и духовно-нравствена поучителна литература, както и на книгата „Видинска епархия“, издадена в 1924 година. През годините на Втората световна война Неофит Видински се обявява против преследванията на евреите в България.
Митрополит Неофит полага началото на организираната благотворителна и църковнопросветна мисия на Православната църква в епархията. Той учредява Православно-добротворно братство при митрополитския храм „Свети Николай“ с ръководител протосингела на Видинската митрополия архимандрит Евгений. На 2 юни 1927 година митрополит Неофит освещава новата сграда на сиропиталището в града, което е изцяло на издръжка на Видинската митрополия и братството. Поддържа и набира средства за фонд „Просвета и народно добротворство“. През 1933 г. започва изграждането на Дом за християнска просвета и благотворителност и на неговото освещаване през есента на 1934 г. Неофит заявява:
| „ | Ние можем да идеализираме и да възхваляваме доброто и добротворството с най-избрани и затрогващи душата думи. Но ако не се даде пример за оделотворяване на тия думи, те си остават само красиви фрази... | “ |

През 1935 година Неофит Видински прави крупно лично дарение за просветни и благотворителни цели – 1 105 340 лева, пари спестени от държавната издръжка. С дарените на Синода 605 340 лева се учредява фонд, управляван от Синода и предназначен „да подпомага подготовката на бедни, но способни юноши, възпитаници на духовните учебни заведения, за бъдещи пастири във Видинска епархия“. В памет на починалите му съпруга и син през същата 1935 година Неофит Видински подарява на Епархийския духовен съвет ценни книжа с номинална стойност 500 хиляди лева, с които да бъде учреден фонд „Желязка презвитера и син Желязко“, чиито приходи се дават на Видинското женско благотворително дружество „Развитие“ за купуване на дрехи и обувки за децата, а остатъкът от парите е за ремонти на детския дом във Видин. През 1938 година в Лом, митрополит Неофит основава училище за малолетни осиротели девици, което е наречено от местните християни Епархийско девическо професионално училище „Неофит Видински“. През 1940 г. построява двуетажна сграда, оборудвана по европейски образец, за дневен детски дом за отглеждане на деца от три до седемгодишна възраст, днес една от най-хубавите сгради във Видин. Митрополит Неофит откупува блатиста местност край Видин, която отводнява, залесява и превръка във видинския парк „Възхвала Рождество“, наричан от видинчани „Владикина бахча“.
Като наместник-председател на Светия синод през 1933 г. по европейски образец митрополит Неофит учредява Вътрешна църковна мисия с ръководител Борис Попстоименов, която има за цел разрешаване на социалните проблеми в страната и противопоставяне на социализма и комунизма на социалното поле, тъй като те, непризнавайки Бог, Църква и Отечество, разглеждат социалните проблеми чисто механично и не се интересуват от морално-етичната им страна.
След Деветосептемврийския преврат ръководството на фонда „Желязка презвитера и син Желязко“ е овладяно от хора, които се опитват да откраднат приходите и митрополит Неофит е принуден с писмо от 5 февруари 1946 г. митрополит Неофит да се обърне към Епархийския духовен съвет да закрие фонда. В 50-те години натрупаните капитали в благотворителните фондове на митрополит Неофит са национализирани от комунистическата власт.
През лятото на 1949 година заместник-министърът на вътрешните работи Йонко Панов го определя като „предан представител на реакцията в църквата“ и предлага да бъде отстранен от Светия синод в рамките на кампания за „демократизация“, но предложението е отхвърлено от Политбюро.
Митрополит Неофит умира на 26 февруари 1971 година във Видин. Погребан е зад митрополитската църква „Свети Николай“ в града.

## Памет
На митрополит Неофит Видински е наречена улица в квартал „Люлин“ в София (Карта).